# فهرست والیان سمنگان
جدول زیر فهرست والیان ولایت سمنگان افغانستان است.

## فهرست
| والی | والی              | والی                      | دوره                         | جزئیات | یاداشت |
| ---- | ----------------- | ------------------------- | ---------------------------- | ------ | ------ |
|      | عبدالصمد بخشی     | ۱۹۷۳                      |                              |        |        |
|      | یوسف              | ؟                         | منتقل و با طوفان جایگزین شد. |        |        |
|      | الله داد طوفان    | ؟؟؟ ۱۹۷۹                  | در جنگ کشته شد.              |        |        |
|      | مولوی عبدال منان  | (دوره طالبان)             | در سال ۲۰۰۵ کشته شد.         |        |        |
|      | ملا محمد شفیق     | (دوره طالبان)             |                              |        |        |
|      | امیر لطیف         | آوریل ۲۰۰۶ ژوئن ۲۰۰۶      |                              |        |        |
|      | عبدالحق شفق       | ژوئن ۲۰۰۶ ۱۷ نوامبر ۲۰۰۷  |                              |        |        |
|      | عنایت‌الله عنایت   | ۱۷ نوامبر ۲۰۰۷ آوریل ۲۰۱۰ |                              |        |        |
|      | خیر الله انوش     | ۱۳ آوریل ۲۰۱۰ ؟؟؟         |                              |        |        |
|      | محمد هاشم زارع    | ژوئن ۲۰۱۵ ۲۰۱۷            |                              |        |        |
|      | عبدالکریم خدام    | ۶ مه ۲۰۱۷ ۱۷ فوریه ۲۰۱۸   |                              |        |        |
|      | عبدالطیف ابراهیمی | ۱۷ فوریه ۲۰۱۸ کنونی       |                              |        | [ ۵ ]  |